# Les Garçons sauvages
Les Garçons sauvages è un film del 2017 scritto e diretto da Bertrand Mandico, al suo esordio nel lungometraggio, liberamente tratto da Ragazzi selvaggi di William S. Burroughs.

## Trama
Dopo aver ucciso una loro insegnante, cinque giovani di buona famiglia sono condannati a servire come mozzi sulla nave. Il capitano li porta su una lussureggiante isola deserta dove verranno gradualmente trasformati in donne.

## Distribuzione
Il film ha avuto la sua anteprima il 4 settembre 2017 alla Settimana della critica della 74ª Mostra internazionale d'arte cinematografica di Venezia, venendo distribuito nelle sale cinematografiche francesi a partire dal 28 febbraio 2018.

## Accoglienza
Il film è stato inserito al 1º posto nella classifica dei 10 migliori film del 2018 stilata dai Cahiers du cinéma. Ha ricevuto anche il Premio Louis-Delluc come miglior opera d'esordio, ex aequo con L'affido - Una storia di violenza.

## Riconoscimenti
- 2017 - Mostra internazionale d'arte cinematografica di Venezia
  - In concorso per il Queer Lion
- 2019 - Premi Magritte
  - Candidatura per la migliore promessa femminile ad Anaël Snoek